# مشكل الحديث
علم مشكل الحديث هو أحد علوم الحديث، يُعنى بدراسة الأحاديث النبوية التي يُشكل ظاهرها على القارئ أو السامع، إمّا بسبب تعارضها مع القرآن، أو مع العقل، أو مع أحاديث أخرى صحيحة. ويهدف هذا العلم إلى رفع الإشكال عن تلك الأحاديث، وبيان وجوه التوفيق بينها وبين غيرها، أو تأويلها، أو الحكم عليها وفق المنهج العلمي الدقيق.

## التعريف
لغةً: «المشكل» هو ما خفي معناه والتبس على السامع. اصطلاحًا: هو العلم الذي يبحث في الأحاديث النبوية التي يُتوهم منها التعارض أو المخالفة للعقل أو النقل، فيُبين معناها الصحيح، ويزيل ما يُتوهم منها من إشكال.

## موضوعه
يدور موضوع علم مشكل الحديث حول:
- الأحاديث المتعارضة ظاهرًا.
- الأحاديث التي يُخالف ظاهرها القرآن.
- الأحاديث التي يُشكل معناها بسبب الغرابة أو الغموض. [3]

## الفرق بين مشكل الحديث ومختلف الحديث
مشكل الحديث: يتعلق بالإشكال في المعنى، بسبب الغموض أو تعارض الظاهر مع العقل أو القرآن. مختلف الحديث: يُعنى بالتعارض الظاهري بين حديثين أو أكثر من حيث اللفظ أو الحكم.

## أهمية علم مشكل الحديث
- الرد على الطاعنين في السنة النبوية.
- إزالة الشبهات المثارة حول بعض الأحاديث.
- الجمع بين النصوص النبوية المتعددة وفهمها على وجهها الصحيح.
- بيان دقّة علم الحديث وتمييز المقبول من غيره.[5]

## مناهج العلماء في معالجة المشكل
- الجمع بين الأحاديث المتعارضة ظاهرًا.
- النسخ إن ثبت التاريخ.
- الترجيح بناء على الأسانيد أو القرائن.
- التأويل والبيان اللغوي أو السياقي.
- الرد على التأويلات الفاسدة لبعض الطوائف أو الزنادقة.[6][7]

## أمثلة من مشكل الحديث
- حديث: «إن الله خلق آدم على صورته» – أشكل على بعض الفرق، وظنوا فيه التشبيه. والصحيح أن المقصود: صورة آدم الكاملة التي خصّه الله بها، وليس تشبيهًا لله تعالى.[8]
- حديث: «يضحك الله إلى رجلين يقتل أحدهما الآخر، فيدخلان الجنة»  ظاهره التناقض، لكن يُفهم على أن أحدهما قاتل في الجاهلية ثم أسلم، فقتل الآخر في سبيل الله، ثم أسلم الثاني فاستشهد. فلا تناقض؛ لأن كلاهما مات مؤمنًا.[9]

## أبرز المصنفات في علم مشكل الحديث
- تأويل مختلف الحديث – ابن قتيبة الدينوري (ت 276هـ)
- بيان مشكل الحديث – أبو سليمان الخطابي (ت 388هـ)
- مشكل الحديث وبيانه – أبو بكر بن فورك (ت 406هـ)
- شرح مشكل الآثار – الطحاوي (ت 321هـ)